# Тео Волкотт
Тео Джеймс Волкотт (англ. Theo James Walcott; нар. 16 березня 1989, Лондон, Англія) — англійський футболіст, який виступає за «Саутгемптон».
Професіональну кар'єру розпочав у складі клубу «Саутгемптон», вихованцем академії якого і є. Протягом 2006–2018 років виступав за лондонський «Арсенал». За цей час провів майже 400 матчів за «канонірів» у всіх змаганнях, а також двічі завоював кубок Англії (2014–15, 2016–17) та двічі — Суперкубок Англії (2015, 2017).

## Кар'єра

### «Саутгемптон»
Волкотт прийшов до табору «святих» у сезоні 2004–2005 у віці 15 років і досяг зі своїм клубом фіналу Молодіжного Кубку Англії. До того ж він став наймолодшим гравцем «Сотона» в резервній команді, в якій він дебютував у 15 років і 175 днів. Перед стартом сезону 2005–2006 Волкотт був узятий в передсезонне турне до Шотландії разом з першою командою. У віці 16 років і 143 дні він дебютував в головній команді Саутгемптона, ставши наймолодшим гравцем «святих» який коли-небудь виходив у першій команді. Повноцінний дебют Тео провів 18 жовтня 2005 року в матчі проти «Лідс Юнайтед», забивши в цій же грі й гол. 4 дні по тому він також забив гол вже у ворота «Міллволла». Яскравий старт у футбольній кар'єрі дозволив Волкотту отримати нагороду «Наймолодша спортивна персона року за версією BBC».
Його яскраві виступи за «святих» не могли не звернути уваги топклубів Англії  та 20 січня 2006 року він був проданий в лондонський «Арсенал» за 5 млн фунтів стерлінгів, але вона могла зрости до 12 млн, в залежності від успішності виступу у складі «канонірів».

### «Арсенал»
Волкотт підписав з Арсеналом передконтрактну угоду, а сам контракт підписав 16 березня 2006 року в день свого 17-річчя. У Прем'єр-Лізі Тео дебютував 19 серпня 2006 в перший день нового англійського сезону 2006–2007.
У Лізі Чемпіонів Волкотт дебютував у матчі 3-го кваліфікаційного раунду проти «Динамо Загреб», де він став наймолодшим гравцем Арсеналу, що дебютував в європейських змаганнях. Пізніше цей рекорд був побитий його одноклубником Джеком Вїлширом. Перший гол за «гармашів» Волкотт забив у фіналі Кубка Ліги у ворота лондонського «Челсі», проте це не допомогло його команді виграти (2-1 на користь «Челсі»).
Сезон 2007–2008 він закінчив з 7 голами в активі у всіх змаганнях. У тому сезоні в матчі Ліги Чемпіонів проти «Ліверпуля» він здійснив дивовижний ривок зі своєї половини поля до воріт «червоних».
У 2008 році замість свого 32 номеру Волкотт отримав номер 14, коли покинув команду Тьєррі Анрі. Протягом всього сезону 2008–2009 Волкотт виходив у стартовому складі, граючи на позиції правого вінгера. У травні 2009 року підписав новий контракт з «Арсеналом» на чотири роки.. Сезон 2009–2010 вийшов для Волкотта не таким вдалим як попередній. Виною тому були травми, що переслідували гравця в першій половині сезону, але у другому колі чемпіонату травми припинили давати про себе знати й він забив кілька важливих голів для «канонірів».
«Евертон»
17 січня 2018 року Тео Волкотт підписав контракт з «Евертоном» строком на 3,5 роки. Як повідомляють ЗМІ, сума трансферу становить 20 млн фунтів, а також бонуси.

## Виступи за збірну
Тео Волкотт грає в збірній Англії з 17 років, де зіграв 13 матчів і забив 3 голи. Причому всі 3 голи Тео забив у ворота збірної Хорватії, завдяки їм Англія перемогла на виїзді 4:1.

## Феноменальна швидкість
У матчі з «Барселоною» рвонув зі швидкістю 36 км/год.

## Статистика виступів
Станом на 17 січня 2018
| Клуб              | Сезон             | Чемпіонат         | Чемпіонат | Чемпіонат | Кубок | Кубок | Кубок ліги | Кубок ліги | Єврокубки | Єврокубки | Інші | Інші | Усього | Усього |
| Клуб              | Сезон             | Дивізіон          | Ігри      | Голи      | Ігри  | Голи  | Ігри       | Голи       | Ігри      | Голи      | Ігри | Голи | Ігри   | Голи   |
| ----------------- | ----------------- | ----------------- | --------- | --------- | ----- | ----- | ---------- | ---------- | --------- | --------- | ---- | ---- | ------ | ------ |
| «Саутгемптон»     | 2005–06           | Чемпіоншип        | 21        | 4         | 1     | 1     | 1          | 0          | —         | —         | —    | —    | 23     | 5      |
| «Арсенал»         | 2005–06           | Прем'єр-ліга      | 0         | 0         | —     | —     | —          | —          | 0         | 0         | —    | —    | 0      | 0      |
| «Арсенал»         | 2006–07           | Прем'єр-ліга      | 16        | 0         | 4     | 0     | 6          | 1          | 6         | 0         | —    | —    | 32     | 1      |
| «Арсенал»         | 2007–08           | Прем'єр-ліга      | 25        | 4         | 1     | 0     | 4          | 1          | 9         | 2         | —    | —    | 39     | 7      |
| «Арсенал»         | 2008–09           | Прем'єр-ліга      | 22        | 2         | 3     | 1     | 0          | 0          | 10        | 3         | —    | —    | 35     | 6      |
| «Арсенал»         | 2009–10           | Прем'єр-ліга      | 23        | 3         | 1     | 0     | 0          | 0          | 6         | 1         | —    | —    | 30     | 4      |
| «Арсенал»         | 2010–11           | Прем'єр-ліга      | 28        | 9         | 1     | 0     | 4          | 2          | 5         | 2         | —    | —    | 38     | 13     |
| «Арсенал»         | 2011–12           | Прем'єр-ліга      | 35        | 8         | 3     | 1     | 0          | 0          | 8         | 2         | —    | —    | 46     | 11     |
| «Арсенал»         | 2012–13           | Прем'єр-ліга      | 32        | 14        | 4     | 1     | 2          | 5          | 5         | 1         | —    | —    | 43     | 21     |
| «Арсенал»         | 2013–14           | Прем'єр-ліга      | 13        | 5         | 1     | 0     | 0          | 0          | 4         | 1         | —    | —    | 18     | 6      |
| «Арсенал»         | 2014–15           | Прем'єр-ліга      | 14        | 5         | 5     | 2     | 0          | 0          | 2         | 0         | 0    | 0    | 21     | 7      |
| «Арсенал»         | 2015–16           | Прем'єр-ліга      | 28        | 5         | 5     | 2     | 2          | 0          | 6         | 2         | 1    | 0    | 42     | 9      |
| «Арсенал»         | 2016–17           | Прем'єр-ліга      | 28        | 10        | 3     | 5     | 0          | 0          | 6         | 4         | —    | —    | 37     | 19     |
| «Арсенал»         | 2017–18           | Прем'єр-ліга      | 6         | 0         | 1     | 0     | 3          | 1          | 5         | 3         | 1    | 0    | 16     | 4      |
| «Арсенал»         | Усього            | Усього            | 270       | 65        | 32    | 12    | 21         | 10         | 72        | 21        | 2    | 0    | 397    | 108    |
| «Евертон»         | 2017–18           | Прем'єр-ліга      | 0         | 0         | —     | —     | —          | —          | —         | —         | —    | —    | 0      | 0      |
| Усього за кар'єру | Усього за кар'єру | Усього за кар'єру | 291       | 69        | 33    | 13    | 22         | 10         | 72        | 21        | 2    | 0    | 421    | 113    |

1. 1 2 3 4 5 6 7 8 9 10 11  У Лізі чемпіонів
2. 1 2  У Суперкубку Англії
3. ↑  У Лізі Європи

## Досягнення
«Арсенал»
- Володар Кубка Англії: 2013–14, 2014–15, 2016–17
- Володар Суперкубка Англії: 2015, 2017